# Will Palmer
William "Will" Palmer (Horsham, 15 februari 1997) is een Brits autocoureur. Zijn vader Jonathan en zijn oudere broer Jolyon zijn allebei voormalige Formule 1-coureurs.

## Carrière
Palmer begon zijn autosportcarrière in 2011 in het Ginetta Junior Championship, een kampioenschap in het Verenigd Koninkrijk waarin coureurs tussen de 14 en 17 jaar rijden voordat ze de overstap kunnen maken naar het formuleracing. In drie seizoenen, één bij het team Hillspeed en twee bij HHC Motorsport, was 2013 zijn beste jaar met een overwinning op de Rockingham Motor Speedway en de derde plaats in het eindklassement. Dat jaar maakte hij ook zijn debuut in het formuleracing in het winterkampioenschap van het BRDC Formule 4-kampioenschap. Voor HHC won hij één race op Brands Hatch en werd hij vijfde in het kampioenschap met 131 punten.
In 2014 reed Palmer zijn eerste volledige seizoen in de formulewagens in het hoofdkampioenschap van de BRDC Formule 4. Hij won voor HHC twee races op het Snetterton Motor Racing Circuit en behaalde in vijf andere races het podium, waardoor hij zesde werd in de eindstand met 356 punten. Daarnaast keerde hij terug in het winterkampioenschap van de klasse, waarin hij vier van de acht races won (drie op Snetterton en één op Brands Hatch) en zo kampioen werd in de klasse.
In 2015 bleef Palmer actief in de BRDC Formule 4 voor HHC. Hij won 12 van de 24 races dat seizoen en werd met overmacht kampioen in de klasse met 592 punten. Tevens debuteerde hij dat jaar in de Eurocup Formule Renault 2.0, waar hij als gastrijder bij het ART Junior Team deelnam aan het raceweekend op Silverstone, waarbij een negende plaats zijn beste klassering was.
In 2016 reed Palmer een volledig seizoen in zowel de Eurocup Formule Renault 2.0 als de Formule Renault 2.0 NEC bij R-ace GP. In de Eurocup won hij één race in het laatste raceweekend op het Autódromo do Estoril en werd zevende in het klassement met 76 punten. In de NEC behaalde hij één podiumplaats op het Autodromo Nazionale Monza en twee op Silverstone, waardoor hij met 126 punten twaalfde werd in de eindstand. Daarnaast reed hij in het raceweekend op Spa-Francorchamps in het vernieuwde BRDC Britse Formule 3-kampioenschap bij HHC en stond in de laatste van drie races op het podium.
In 2017 bleef Palmer actief in de Eurocup Formule Renault 2.0 voor R-ace GP. Hij won drie races op Monza, Silverstone en het Circuit de Monaco en stond in zeven andere races op het podium, waardoor hij met 298 punten tweede werd in de eindstand achter Sacha Fenestraz.
In 2018 maakt Palmer zijn debuut in de GP3 Series, waarin hij uitkwam voor het team MP Motorsport.